# Саров
Саро́в (рос. Саро́в) — місто обласного підпорядкування в Росії, Нижньогородська область, ЗАТО.
Населення 87 652 мешканців (перепис 2002). Географічні координати: 54°57′ пн. ш. 43°19′ сх. д. / 54.950° пн. ш. 43.317° сх. д..
Місто розташоване на місці колишнього Саровського монастиря. Федеральний центр ядерних досліджень.
Засноване у 1939 році. Колишні назви: Арзамас-16 (1939–1991), Кремльов (1991–1995).

## Історія
Першим ченцем-відлюдником, що поселився на Саровській горі, став пензенський чернець Феодосій, що прийшов на «старе городище» у 1664 році й влаштував собі келію. Поживши тут близько шести років, Феодосій задумав віддалитися до Пензи. Тим часом поблизу оселився чернець Герасим з Краснослободського монастиря. Якийсь час обидва відлюдники жили разом, проте незабаром Феодосій відійшов до Пензи, і Герасим залишився один. Поживши тут якийсь час, Герасим повернувся до Краснослободського монастиря, очевидно, боячися злодіїв та розбійників, які стали робити йому «многія пакості».
Незабаром після отця Герасима на «старому городищі» поселився ієромонах Ісаакій, який і став засновником Саровської пустині. Згодом у нього з'явилися сподвижники, і отець Ісаакій порушив клопотання про влаштування в Сарові чернечої обителі.
У 1705 році князь Кугушев, власник «старого городища», передав отцеві Ісаакію в дар ділянку між річками Сатісом і Саровкою для майбутньої обителі. У січні 1706 року митрополит Рязанський Стефан Яворський задовольнив прохання про влаштування церкви на «старому городищі». 28 квітня 1706 року отцем Ісаакіем був закладений дерев'яний храм на честь ікони Божої Матері «Живоносне джерело». 16 червня 1706 року здійснилося освячення першого храму Саровської обителі. Близько 1776 року тутешнім послушником став Серафим Саровський.
Саровська пустинь перетворилася на загальновизнану святиню Росії. Коли у 1906 році вона відзначила 200-річний ювілей свого існування, на святкування з'їхалася безліч гостей.
Після революції 1917 року господарство Саровського монастиря було розорене, святині споганені. До кінця 1925 року було ухвалено рішення про закриття Саровського монастиря, а в березні 1927 року було ухвалено урядове рішення про його ліквідацію. Майно разом з будовами було передане у ведення Нижньогородського управління НКВС. На базі Саровського монастиря в 1927 році була створена дитяча трудова комуна, яка проіснувала лише до листопада 1931 року. Після неї в селищі була організована виправна трудова колонія для підлітків і дорослих ув'язнених. У листопаді 1938 року ця колонія також була закрита.

## Арзамас-16
Радянська розвідка мала відомості про роботи на Заході зі створення атомної бомби, що виходили від трьох фізиків-атомників, які співчували СРСР: Клауса Фукса, Джона Кернкросса і Бруно Понтекорво. Ці відомості доповідалися Берією Сталіну. Проте вирішальне значення, як вважають, мав адресований йому на початку 1943 р. лист радянського фізика Фльорова, який зумів роз'яснити суть проблеми популярно. В результаті 11 лютого 1943 р. було прийнято ухвалу ГКО про початок робіт зі створення атомної бомби. Загальне керівництво було покладене на заступника голови ГКО Л. П. Берію, який, своєю чергою, призначив головою атомного проекту Ігора Курчатова (його призначення було підписане 10 березня). Інформація, що поступала каналами розвідки, полегшила й прискорила роботу радянських учених.
Після випробування Мангеттенського проекту в 1945 роки на японських містах Хіросіма і Нагасакі, за рішенням Генерального Секретаря ЦК КПРС, Йосипа Віссаріоновіча Сталіна 9 квітня 1946 року, було ухвалено рішення про розміщення державного об'єкта з розробки першої атомної бомби.
Наприкінці 1945 року був початий пошук місця для розміщення секретного об'єкта, який пізніше назвали КБ-11. Борис Львович Ванников доручив обстежувати завод № 550, розташований в селищі Сарова і 1 квітня 1946 селище вибрали як місце розташування першого радянського ядерного центру, згодом відомого як Арзамас-16. 9 квітня 1946 року Рада Міністрів СРСР прийняла ухвалу про створення КБ-11 при Лабораторії № 2 АН СРСР. Начальником КБ-11 був призначений Павло Михайлович Зернов, а головним конструктором був призначений Юлій Борисович Харитон.
Будівництво КБ-11 на базі заводу № 550 в селищі Сарова покладалося на Народний комісаріат внутрішніх справ. Для проведення всіх будівельних робіт була створена спеціальна будівельна організація — Будуправління № 880 НКВД СРСР. З квітня 1946 року весь особовий склад заводу № 550 був зарахований робочими і службовцями Будуправління № 880.
У лютому 1947 року ухвалою Ради Міністрів СРСР КБ-11 було віднесене до особливо режимних підприємств з перетворенням його території на закриту режимну зону. Селище Сарова було вилучене з адміністративного підпорядкування Мордовської АССР і виключене зі всіх облікових матеріалів. Науково-дослідні лабораторії і конструкторські підрозділи КБ-11 почали розгортати свою діяльність безпосередньо в Арзамасі-16 навесні 1947 року. Паралельно створювалися перші виробничі цехи дослідних заводів № 1 і № 2.

### Атомна бомба
Для реалізації радянського атомного проекту було ухвалено рішення йти шляхом наближення до американських прототипів, працездатність яких була вже доведена на практиці. До того ж науково-технічну інформацію про американські атомні бомби вдалося отримати розвідувальним шляхом. Конструкція РДС-1 багато в чому спиралася на американського «Товстуна», через ухвалене принципове рішення максимально повторити американську бомбу. Хоча деякі системи, такі як балістичний корпус, електронна начинка і були радянської розробки.
До літа 1949 року були вирішені і відпрацьовані всі питання, пов'язані з конструкцією РДС-1. Програма її випробувань була сформульована в спеціальній ухвалі Ради Міністрів СРСР.
Першій атомній бомбі дали позначення РДС-1. Видно, назву дали від урядової ухвали, де атомна бомба була зашифрована як «реактивний двигун Сталіна», скорочено РДС. Це позначення широко використовувалося після випробування першої атомної бомби і розшифровувалося по-різному: «Росія робить сама» тощо.
Відповідальність за всю організацію робіт з підготовки випробувань РДС-1 покладалася на Ю. Б. Харитона. Керівництво випробуваннями здійснювалося Державною комісією. Випробування РДС-1 були проведені на Семипалатинському полігоні 29 серпня 1949 року, в 7.00 атомна бомба РДС-1 була успішно підірвана.

## Федеральний ядерний центр Росії
У склад РФЯЦ-ВНІІЕФ (Російський федеральний ядерний центр, Всеросійський науково-дослідний інститут експериментальної фізики) входять декілька інститутів: теоретичної і математичної фізики, експериментальної газодинаміки і фізики вибуху, ядерної радіаційної фізики, лазерно-фізичних досліджень, науково-технічний центр високої щільності енергії, а також конструкторські бюро і тематичні центри, об'єднані загальним науковим і адміністративним керівництвом.
ВНІІЕФ поклав початок реалізації масштабної програми Радянського Союзу з проведення ядерних вибухів в мирних цілях. У 1962 році було вирішено унікальне завдання запалення і горіння термоядерного пального за відсутності матеріалів, що ділилися.
Високий науково-технічний потенціал дозволяє РФЯЦ-ВНІІЕФ розширювати сферу досліджень і розробок і швидко освоювати нові області високих технологій, отримувати наукові результати світового рівня, проводити унікальні фундаментальні і прикладні дослідження.
За відкритими науковими напрямами з початку 1990-х років інтенсивно розвивається міжнародна науково-технічна співпраця.
У РФЯЦ-ВНІІЕФ працюють близько 21,8 тис. осіб, 9,2 тис. з яких учені і фахівці, в їхньому числі 3 академіки РАН, 109 докторів і 504 кандидати наук.
На базі ВНІІЕФ працює музей ядерної зброї.